# Michela Tartamella
Michela Giovanna Tartamella (Trapani, 8 febbraio 1960 – 25 luglio 2023) è stata una cestista italiana.

## Biografia
Nella sua carriera da juniores fu vice campionessa d'Italia prima ai Giochi della Gioventù nel 1973 e poi nella categoria juniores con la Velo Trapani nel 1975-'76, segnando 13 punti in finale contro Milano.
Giocò in Serie A1 con la Mulat Caserta.